# Impression, soleil levant
Impression, Soleil levant est un tableau de Claude Monet conservé au musée Marmottan à Paris, dont le titre donné pour la première exposition impressionniste d'avril 1874 a donné son nom au courant de l'impressionnisme.
La date d'exécution de cette marine, probablement pendant l'hiver 1872-1873, est hypothétique.

## Historique de l'œuvre
Claude Monet a peint cette toile en une séance le matin de bonne heure lors d'un séjour au Havre, ville de son enfance, avec son épouse et son fils, choisissant un de ses thèmes favoris, un port symbole de la révolution industrielle du XIXe siècle et s'inspirant des marines, soleils levant et soleils couchant peints avant 1872 par Eugène Delacroix, Eugène Boudin, Johan Barthold Jongkind  ou William Turner.
Selon Daniel Wildenstein et d'autres historiens d'art, ce tableau a certainement été peint en 1873 ou 1874, probablement en janvier 1874 à partir de la fenêtre d'une chambre de l'hôtel de l'Amirauté qui donne sur le bassin de l'avant-port, et signé et daté de 1872 après coup au moment de sa vente.
Une enquête publiée par le musée Marmottan-Monet en 2014, fondée sur des hypothèses vraisemblables et l'analyse de données topographiques, de bulletins météorologiques et le calcul des trajectoires célestes confirme qu'il s'agit bien d'un soleil levant et non couchant comme le pensaient certains historiens de l'art. Le tableau représenterait l'aspect du port le 13 novembre 1872 à 7 h 35 du matin, date la plus probable entre six hypothèses soutenables dans l'hiver 1872-1873.
Claude Monet présente cette vue de l'ancien avant-port du Havre à la première exposition de la Société anonyme des artistes peintres, sculpteurs et graveurs qui a lieu du 15 avril au 15 mai 1874 dans l'ancien studio du photographe Nadar, au 35 boulevard des Capucines à Paris. C'est à cette occasion que le journaliste chargé de la rédaction du catalogue, Edmond Renoir, frère du peintre Pierre Auguste Renoir, a demandé à Claude Monet de mettre un autre nom que « Vue du Havre » et Claude Monet a dit « Mettez Impression », Edmond Renoir complétant par « soleil levant ».
Le critique d'art Louis Leroy, du Charivari, voulant faire un jeu de mots malveillant sur le titre de ce tableau, intitule son article du 25 avril 1874 L'Exposition des Impressionnistes, donnant ainsi un nom à ce nouveau mouvement artistique, l'impressionnisme. « Que représente cette toile ? Impression ! Impression, j'en étais sûr. Je me disais aussi puisque je suis impressionné, il doit y avoir de l'impression là-dedans » écrit-il. Jules-Antoine Castagnary entérine sans hésiter le terme, en un sens positif, dans son article Exposition du boulevard des Capucines. Les impressionnistes paru dans Le Siècle le 29 avril 1874 : « Le mot même est passé dans leur langue : ce n'est pas paysage, c'est Impression que s'appelle au catalogue le Soleil levant de M. Monet. Par ce côté, ils sortent de la réalité et entrent en plein idéalisme. » Le critique Ernest Chesneau perçoit cette toile comme un « soleil levant sur la Tamise », rappelant l'influence des paysages du peintre Turner et des nocturnes de James Whistler sur Monet marqué par son séjour à Londres en 1871.

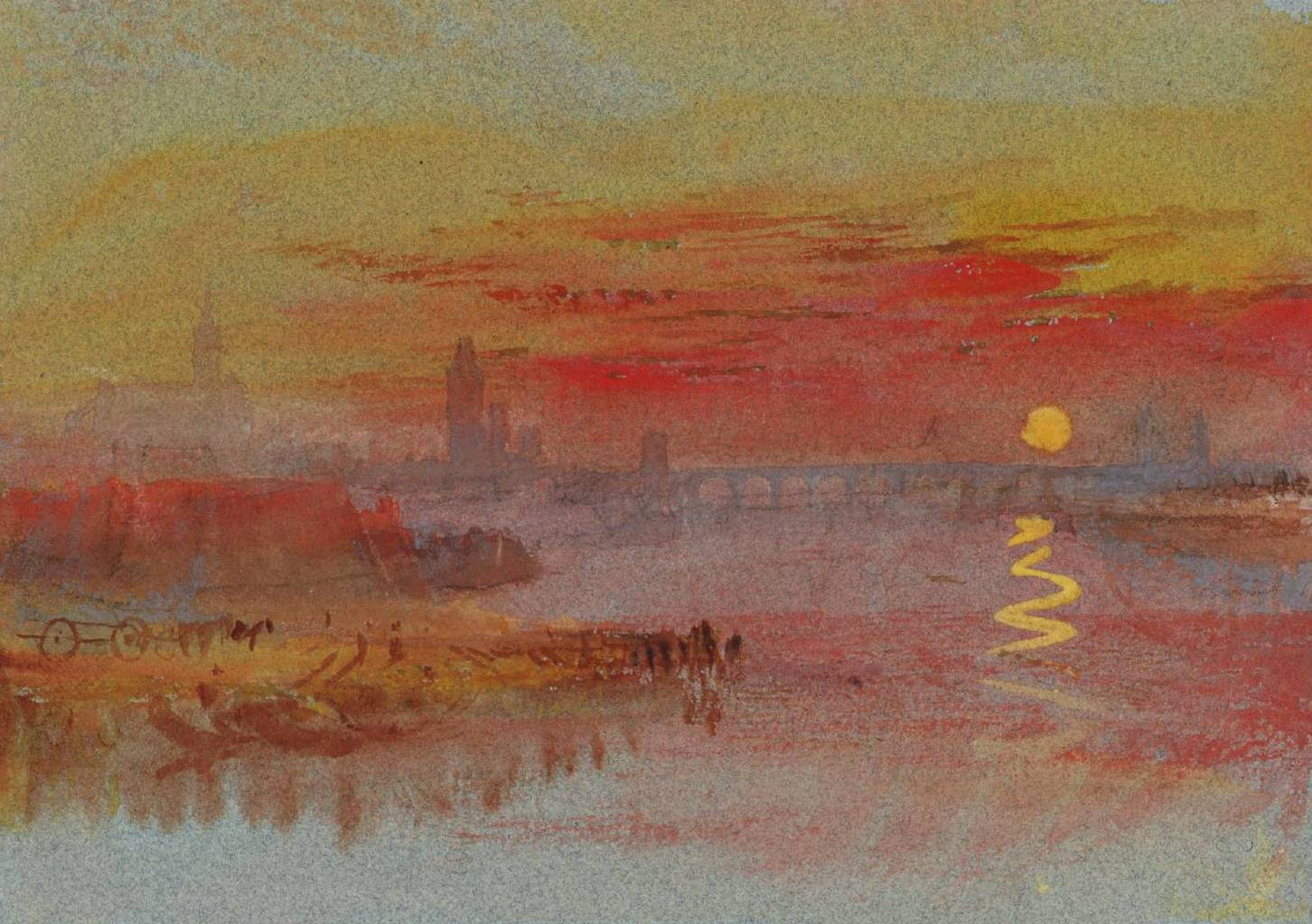
William Turner, The Scarlet Sunset, vers 1830-1840, Tate Gallery, Londres.
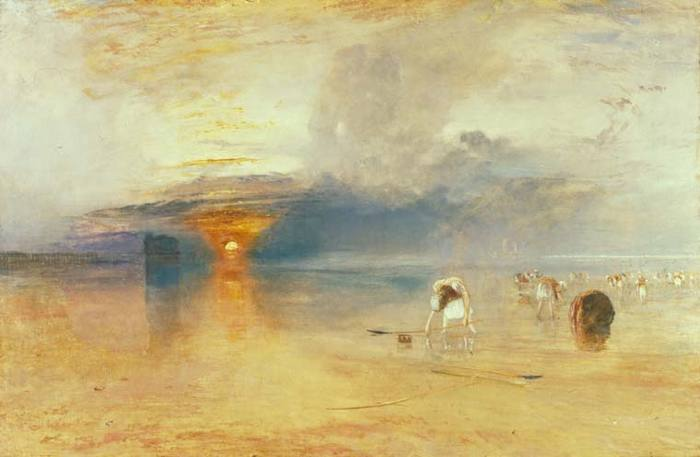
William Turner, Les plages de Calais, 1832, Bury Art Museum (en).
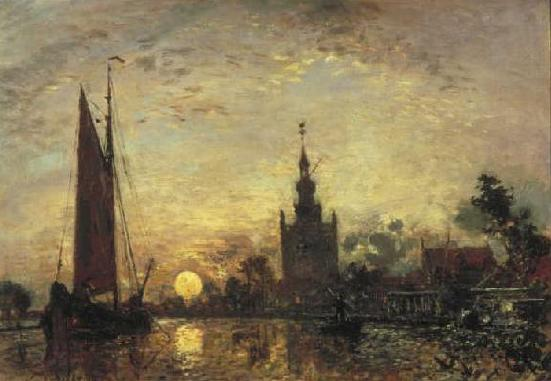
Johan Barthold Jongkind, Coucher de soleil à Overschie, 1867, musée Boijmans Van Beuningen, Rotterdam.

À l'issue de l'exposition, la toile est achetée 800 francs en mai 1874 (l'équivalent de 3 500 euros en 2022) par le collectionneur et ami de Monet, Ernest Hoschedé. Quand Hoschedé fait faillite, sa collection est dispersée lors d'une vente judiciaire aux enchères qui confirme le désintérêt de l'État et des marchands pour les œuvres impressionnistes, puisque les rares collectionneurs intéressés achètent plusieurs chefs-d'œuvre à des prix dérisoires. Ainsi l'acheteur de la toile en 1878, Georges de Bellio, l'acquiert pour 210 francs sous le titre impression, soleil couchant avant de la transmettre à son gendre Ernest Donop de Monchy (qui a épousé sa fille Victorine en 1893), son dernier propriétaire privé. Elle est déposée au musée Marmottan en 1938, à titre temporaire d'abord, puis à titre définitif en 1957, ayant été transférée au château de Chambord en 1940. En 1940, elle s'intitule Coucher de soleil. Jusqu'en 1959, elle  apparaît encore dans les inventaires du musée – comme dans de nombreux ouvrages - sous le titre Impression ou Impression, soleil couchant, ne prenant le titre d’Impression, soleil levant qu'en 1965. Cette œuvre a été volée en 1985 avec quatre autres Monet et deux Renoir au musée Marmottan et retrouvée en décembre 1990 à Porto-Vecchio chez un malfrat corse qui avait essayé de la négocier avec un Japonais en relation avec les yakuzas, Shinichi Fujikuma.
En 2014, a lieu au musée Marmottan-Monet la première exposition jamais dédiée à l'œuvre. « Impression soleil levant : l'Histoire vraie du chef-d'œuvre de Claude Monet » s'y tient du 18 septembre 2014 au 18 janvier 2015.

## Description et composition
Au premier plan dans une mer aux teintes bleu vert se dégage en silhouette une figure propulsant une barque à la godille ; plus loin, une seconde, indistincte, contribue à un effet de profondeur. La seule couleur chaude est le rouge-orangé du disque solaire et ses reflets dans le clapot de l’eau. À l'arrière-plan, dans la brume d'un camaïeu gris-bleuté, se noie le port du Havre avec dans les lignes de fuites un jeu de verticales qui figurent des mâts de grands voiliers à quai, des grues sur des docks et des cheminées d'usines qui indiquent un vent léger de nord-ouest. La marée est haute puisqu'on aperçoit les mats de grands bateaux, et que ceux-ci ne peuvent accéder au port que pendant cette période.
La composition se caractérise par l'horizontalité du paysage représenté et le partage de l'image en tiers selon le schéma de la perspective japonaise, le tiers supérieur étant composé de touches horizontales consacrées au ciel et les deux tiers inférieurs au port baigné dans un brouillard bleuté et à la mer. Cependant, tout est esquissé pour saisir cet instant fugitif avant que la lumière aveuglante du jour ne fige le paysage. Les silhouettes des bateaux se détachent à peine du reste du tableau, baigné dans le flou de l'atmosphère du grand port. Seul le disque orange et plat du soleil levant se détache de ses tons froids. Cela place cette œuvre à la frontière de l'abstraction, si le soleil et la barque, ainsi que le titre, ne venaient pas guider le spectateur à décrypter la scène.

### Couleur et luminance

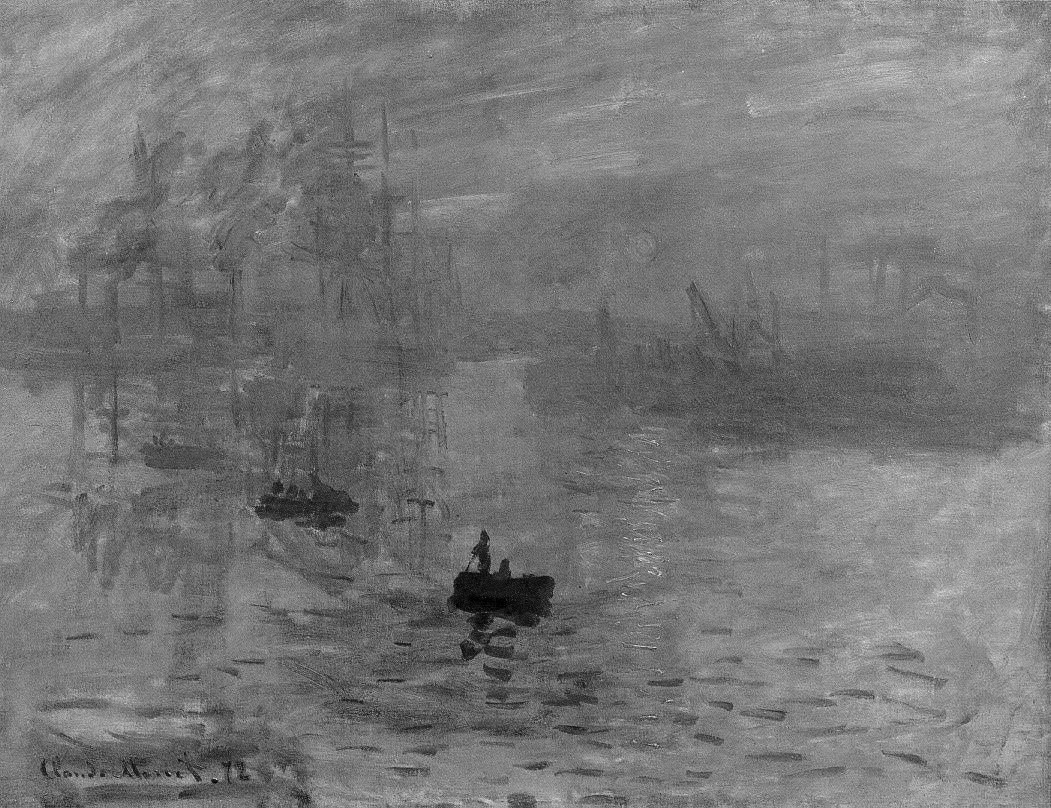
En noir et blanc le Soleil est pratiquement invisible.

Le Soleil semble être le point le plus lumineux sur la toile mais la mesure de sa luminance avec un photomètre montre que Monet lui a donné la même luminosité que le ciel qui l'entoure. Margaret Livingstone, professeur de neurobiologie à l'université Harvard, fait remarquer que la désaturation des couleurs de la toile fait disparaître le soleil levant et son reflet. Elle rappelle aussi que la fovéa de la rétine de l'œil humain distingue les couleurs alors que la vision périphérique capte les mouvements et les ombres, ce qui explique que lorsque le regard se détourne du soleil, l'intensité lumineuse de ce dernier s'estompe et que la vision périphérique lui donne un aspect indécis comme lors d'un lever de soleil. Les couleurs sont juxtaposées ce qui donne au tableau un aspect de non fini.

### Reprise du thème par Monet
Monet reprendra le thème du soleil comme un point lumineux et son reflet, dans deux autres œuvres :

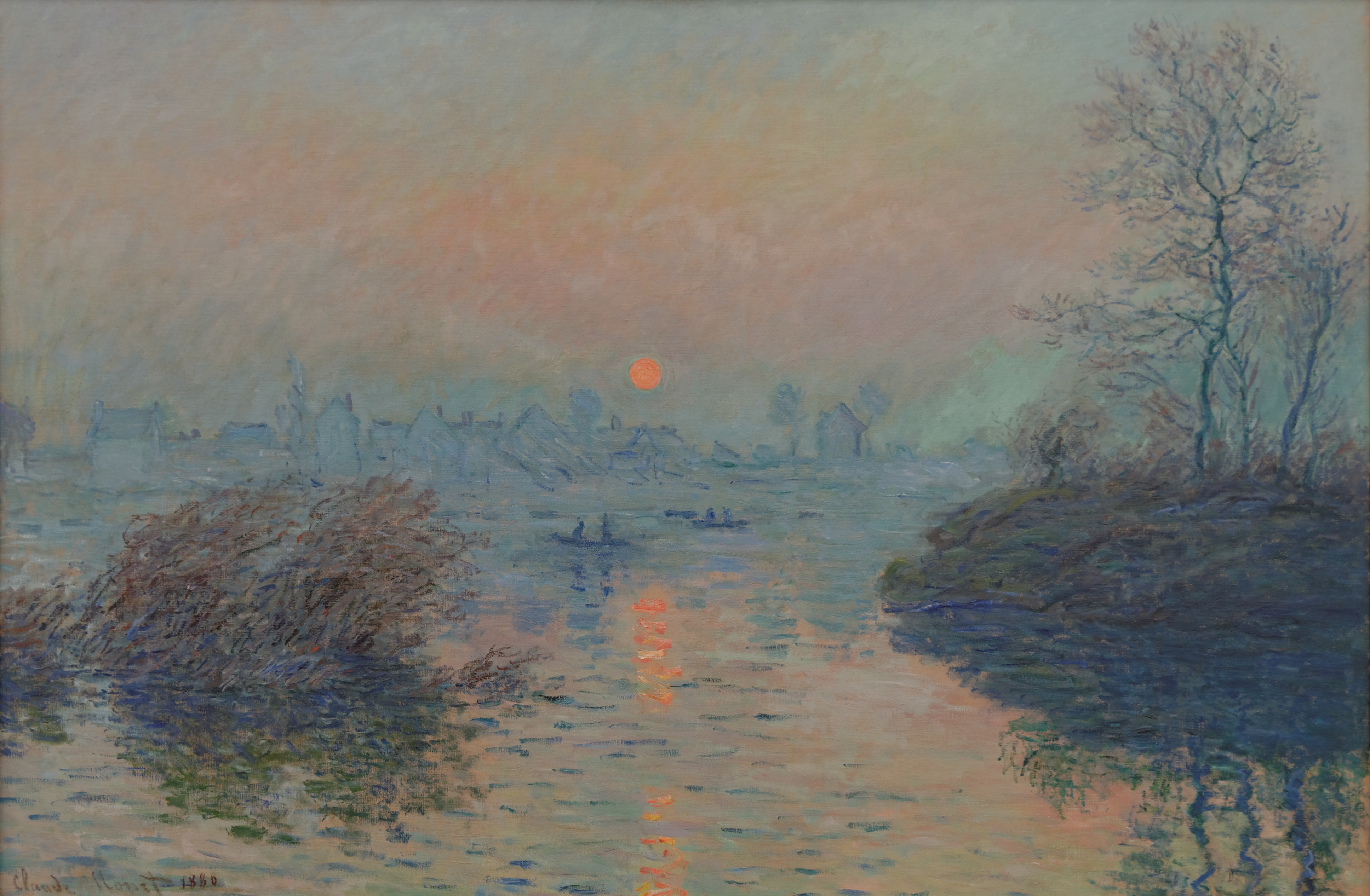
Soleil couchant sur la seine à Lavacourt, effet d'hiver,1880 Musée du Petit Palais (Paris)
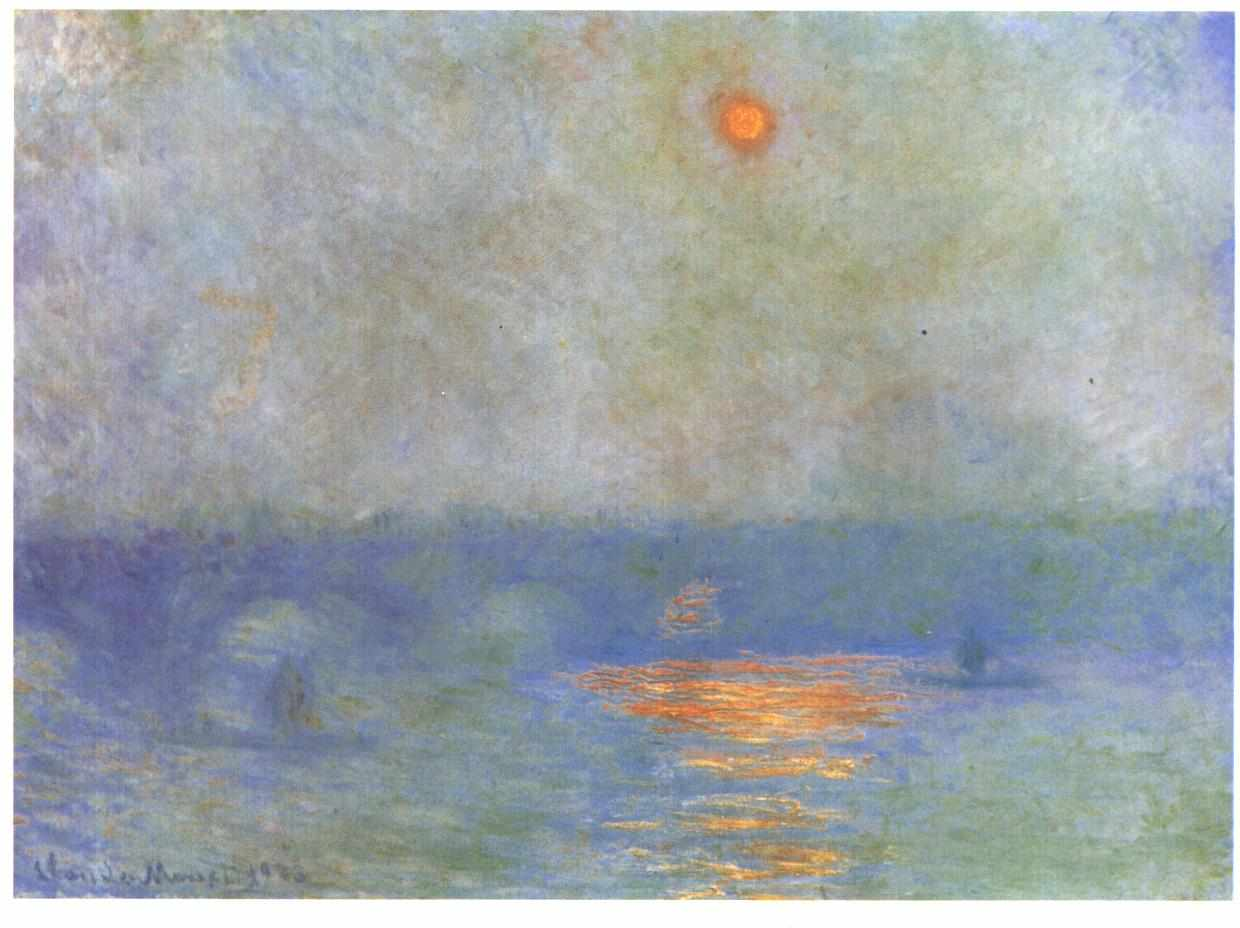
Pont de Waterloo soleil à travers le brouillard, 1903 Musée des beaux-arts du Canada

## Provenance
- Ernest Hoschedé, mai 1874, 800 francs[19]
- Georges de Bellio, 1878, 200 francs
- Victorine Donop de Monchy, née de Bellio, 1894, par héritage
- Musée Marmottan, mai 1940, par don

## Postérité
Le tableau fait partie des « 105 œuvres décisives de la peinture occidentale » constituant le musée imaginaire de Michel Butor.
En 2022, pour les 150 ans du tableau, il fait partie de la liste des 52 commémorations nationales proposées à l'État par France Mémoire, le service de l'Institut de France.